# 韓国刀
朝鮮半島において製造、使用された剣については一概に定義することができない。これは日本刀などと異なり、当時剣の製造時に所定の形や大きさを求める必要がなかったことや、1910年から1945年に渡って朝鮮半島が日本の併合下から解放されて以後、歴史上使われてきた剣や記録が僅少だったことなどが挙げられる。

## 古代および三つの王国
朝鮮半島では歴史の初期から切るための武器を製造、利用していた。考古学の発掘調査によると、石包丁が4000年前から地域で使用されており、またさらにその1000年後に銅剣が製造されている。ただ当時の銅剣は主に祭礼のために使われており、武器として主に使われたのは槍であった。